# Эстерланд

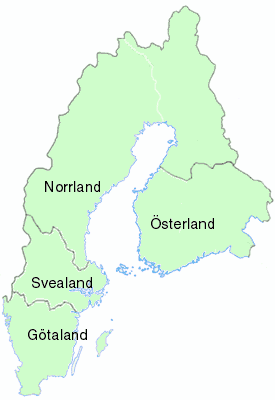
Исторические регионы Швеции

Эстерланд (швед. Österland) — один из четырёх исторических регионов Швеции.

## Провинции
Эстерланд состоит из семи провинций.
1. Аландские острова (фин. Ahvenanmaa / швед. Åland)
2. Варсинайс-Суоми (фин. Varsinais-Suomi / швед. Egentliga Finland)
3. Карелия (фин. Karjala / швед. Karelen)
4. Уусимаа (фин. Uudenmaan lääni, швед. Nylands län)
5. Сатакунта (фин. Satakunta, швед. Satakunda)
6. Саво (фин. Savo, швед. Savolax)
7. Хяме (фин. Häme, швед. Tavastland)

## История
Регион Эстерланд находится в южной части современной Финляндии, которая с XII века находилась под управлением Швеции. С 1362 Эстерланд участвует в выборах шведских королей. В 1556 году Юхан III на короткое время создал из провинций региона Эстерланд герцогство Финляндия. Уже тогда название Эстерланд вышло из употребления. После Русско-шведской войны (1808—1809) Финляндия вошла в состав Российской империи.